# Distrito de Huayo
El distrito de Huayo es uno de los trece distritos de la Provincia de Pataz, ubicada en el Departamento de La Libertad,  bajo la administración del Gobierno regional de La Libertad, en el norte del Perú.
Desde el punto de vista jerárquico de la Iglesia católica forma parte de la Prelatura de Huamachuco.

## Historia
Asegurada la independencia, la nueva demarcación territorial que promulgó Bolívar crea la provincia de Pataz con la fusión de  tres corregimientos: Pataz, Collay y Caxamarquina (este último hoy Bolívar). En ella se encontraba el territorio del actual distrito de Huayo.

## Geografía
Abarca una superficie de 124,63 km². Está conformado por doce anexos y dos caseríos. Este distrito cuenta con los servicios básicos de luz, agua y desagüe; así como también el servicio de internet.

## Autoridades

### Municipales
- 2019 - 2022[2]
  - Alcalde: Abrahan Anticona Cruzado, de Alianza para el Progreso.
  - Regidores:

  1. Keicer Sico Gámez Pizán (Alianza para el Progreso)
  2. Amado Celamir Crespín Tantaraico (Alianza para el Progreso)
  3. Willan Grover Noriega Paredes (Alianza para el Progreso)
  4. Jacoved Tabita Saldaña Valdiviezo (Alianza para el Progreso)
  5. Ananías Villarreal Evangelista (Democracia Directa)

Alcaldes anteriores
- 2015 - 2018: Agustín Crespin Vera
- 2011 - 2014:[3] Omar Armando Iparraguirre Espinoza, Partido Alianza para el Progreso (APP).
- 2007 - 2010: Omar Armando Iparraguirre Espinoza, Partido Alianza para el Progreso (APP).

### Policiales
- Comisario:   PNP.